# 506 v.Chr.
Het jaar 506 v.Chr. is een jaartal volgens de christelijke jaartelling.

## Gebeurtenissen

### Griekenland
- De Atheners verslaan Boeotië, Chalkis en Sparta. Koning Cleomenes I van Sparta wil naar Athene oprukken, maar zijn bondgenoten op de Peloponnesos weigeren dit.
- Athene onderwerpt de Chalkieden, 4.000 Attische kolonisten worden in Chalkis gevestigd.

### China
- In de derde (lunaire) maand wordt op initiatief van Jin de Shaolin-conferentie gehouden. Het keizerlijk huis van Zhou is aanwezig en 18 andere vorsten, maar Wu ontbreekt. De opzet van Jin om zijn hegemonie te herstellen en gezamenlijke actie tegen Chu te ondernemen mislukt.[1]
- Omdat koning Helü van het Wu-rijk, het niet-aanvalsverdrag van 564 v.Chr. ondertekend heeft, komt er een eind aan een periode van vrede.
- De militaire raadgever Sunzi geeft Helü het advies om aan een lange veroveringscampagne te beginnen.

## Geboren
- Kosho (~506 v.Chr. - ~392 v.Chr.), keizer van Japan